# Lisa Karlström
Lisa Karlström (* 31. Januar 1974 in Gävle, Gävleborgs län) ist eine aus Schweden stammende deutsche Schauspielerin.

## Leben und Karriere
Die Tochter eines schwedischen Zahnarztes kam als Dreijährige mit ihren Eltern, ihrem Bruder und ihrer Schwester Ewa Karlström nach Deutschland. In ihrem damaligen Wohnort, dem badischen Ötigheim, sammelte sie mit acht Jahren erste Bühnenerfahrung auf der dortigen großen Freilichtbühne. Über die Theater-AG des Rastatter Ludwig-Wilhelm-Gymnasiums kam sie noch als Jugendliche zum Erwachsenenensemble im Rastatter Kellertheater. Daneben ließ sie sich tänzerisch ausbilden und besuchte 1990/1991 während eines Jahres als Austauschschülerin in den USA Schauspielkurse. In den folgenden Jahren erhielt sie erste Rollen in Fernsehserien und -filmen. So spielte sie 1993 eine Hauptrolle in der mit dem Grimme-Preis ausgezeichneten Folge Die Kommissarin der Krimireihe Bella Block. Nach dem Abitur begann Lisa Karlström zunächst ein Studium der Kunstgeschichte, Philosophie und Literatur in Karlsruhe, bevor sie sich für die Schauspielerei als Beruf entschied. Sie wurde an der Hochschule für Musik und Darstellende Kunst Frankfurt am Main aufgenommen, wo sie von 1995 bis 1999 ihre Schauspielausbildung erhielt.
Von 2001 bis 2004 gehörte sie zum Ensemble des Oldenburgischen Staatstheaters. Im Jahr 2002 wurde sie von der Zeitschrift Theater heute für die Auszeichnung Schauspielerin des Jahres nominiert.
Lisa Karlström spricht Schwedisch, Englisch, Französisch und Deutsch. Neben Hochdeutsch spricht sie noch badischen Dialekt. Seit 2006 ist sie auch als Yogalehrerin tätig. Von 2014 bis 2018 war sie am Landestheater Schleswig-Holstein engagiert.

## Filmografie (Auswahl)

### Fernsehen
- 1993: Tödliche Lüge
- 1994: Bella Block (Folge Die Kommissarin)
- 1995: Bella Block (Folge Liebestod)
- 1997: Ein Fall für Zwei (Folge Der Kalifornische Traum)
- 1999–2002: Die Strandclique (39 Folgen)
- 2004: Inga Lindström (Folge Sehnsucht nach Marielund)
- 2005: Noch einmal lieben
- 2006: M.E.T.R.O. – Ein Team auf Leben und Tod (Folge Krim-Kongo)
- 2006: Im Tal der wilden Rosen – Was das Herz befiehlt
- 2007, 2013: Der Kommissar und das Meer (4 Folgen)
- 2008: Polizeiruf 110 (Folge Wie ist die Welt so stille)
- 2008: Plötzlich Papa – Einspruch abgelehnt!
- 2007–2011: Da kommt Kalle (25 Folgen)
- 2010: Inga Lindström (Folge Zwei Ärzte und die Liebe)
- 2010: Küstenwache (Folge Der namenlose Seemann)
- 2012: Die Holzbaronin
- 2012: Polizeiruf 110 (Folge Fieber)
- 2013: Tatort (Folge Borowski und der brennende Mann)
- 2013: Wenn es am schönsten ist
- 2018: Kreuzfahrt ins Glück (Folge Hochzeitsreise nach Norwegen)
- 2019: Ostwind – Aris Ankunft
- 2019: Großstadtrevier (Folge Rettungskind)
- 2019: Morden im Norden (Folge Falsche Dosis)
- 2020: Sarah Kohr – Teufelsmoor
- 2021: SOKO Hamburg (Folge Schäferstündchen)
- 2021: Das Traumschiff (Folge Malediven/Thaa Atoll)
- 2022: Trügerische Sicherheit
- 2022: Tatort: Warum
- 2023: De Stamhouder (5 Folgen)
- 2023: Ein Funken Hoffnung – Anne Franks Helferin (A Small Light, Folge The Butterfly)
- 2024: Une affaire de principe
- 2024: Der Kommissar und der See – In besseren Kreisen (Fernsehreihe)

### Kurzfilme
- 2004: Romeo & Julia und die neue Weltordnung
- 2007: Intermezzo Tacito